# Lasius neoniger
Lasius neoniger — вид мурах з роду Lasius підродини Formicinae. Зустрічається в Північній Америці, вид поширений у східній частині Сполучених Штатів і Канади, хоча його можна знайти по всій території континенту. Зазвичай його представники мають забарвлення світло-коричневого кольору, а голова має трохи темніше забарвлення ніж тіло.

## Біологія
Lasius neoniger — відносно дрібні мурахи, які переважно гніздяться на відкритих місцях проживання, включаючи газони та тротуари. Робітники мають довжину приблизно 4 мм, самки дещо більші. Від близьких видів відрізняється віддаленими волосками на скапусі вусика і задніх гомілках. Колонії цих мурах моногінні і не мають більше однієї королеви та не зливаються з іншими колоніями того ж виду. Вони є одними з багатьох видів мурах, які вирощують попелиць, що своєю чергою забезпечують мурах регулярним джерелом цукру, а іноді білку.

Шлюбний політ починається приблизно на початку вересня. Нові матки викопують та закривають гніздо та впадають у сплячку на зиму, а вже наступної весни починають створювати колонію.

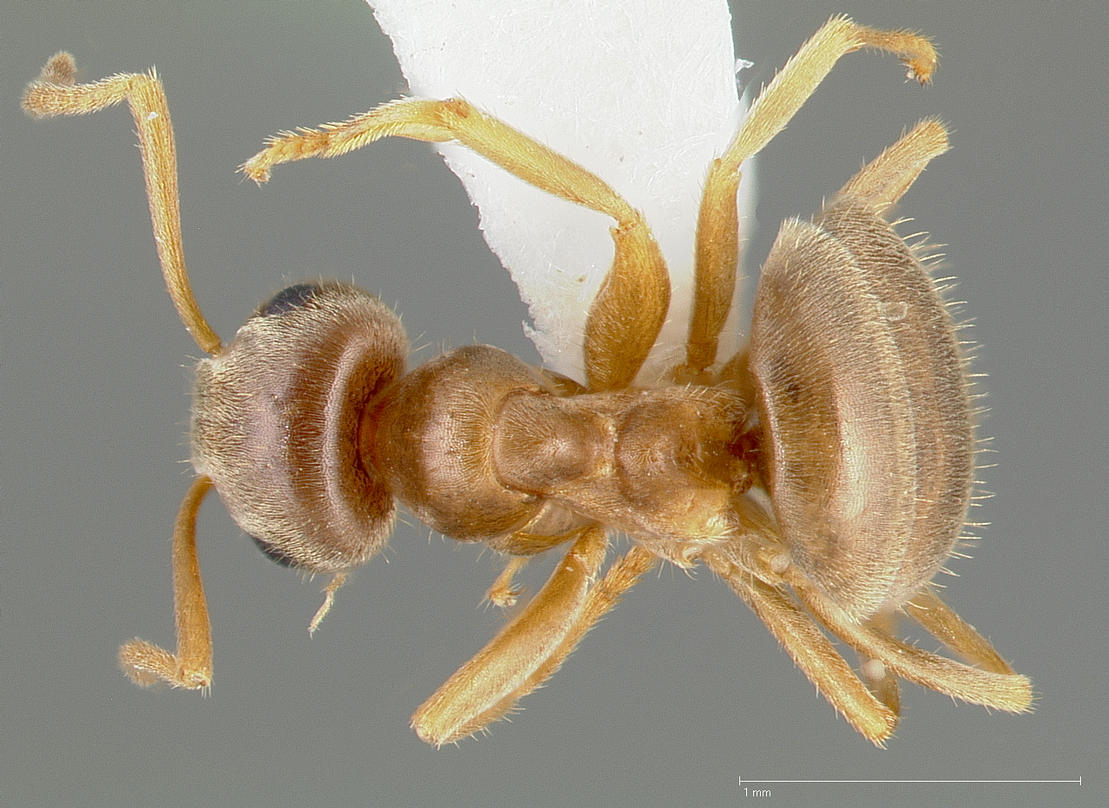
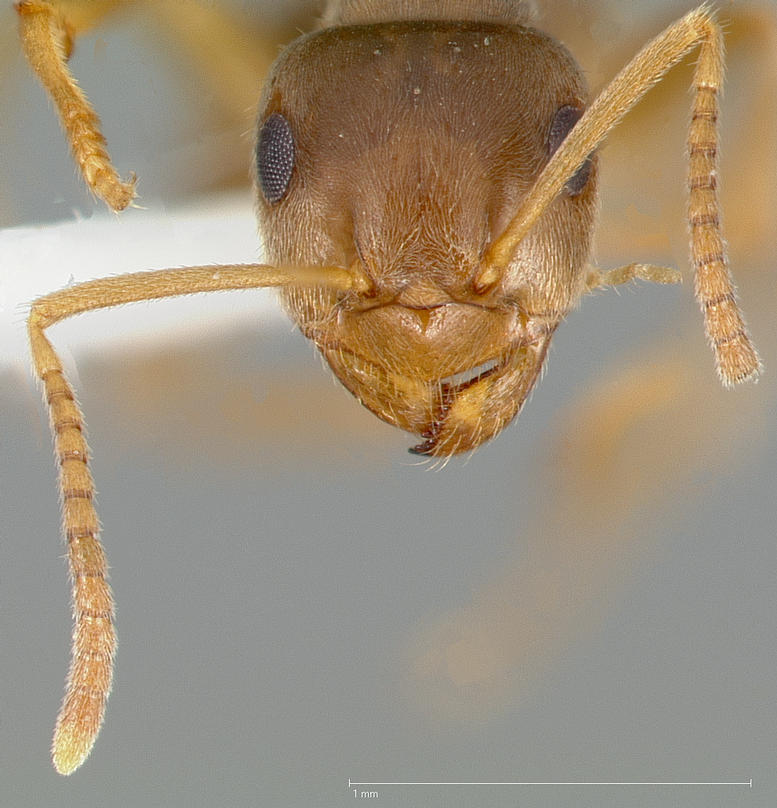
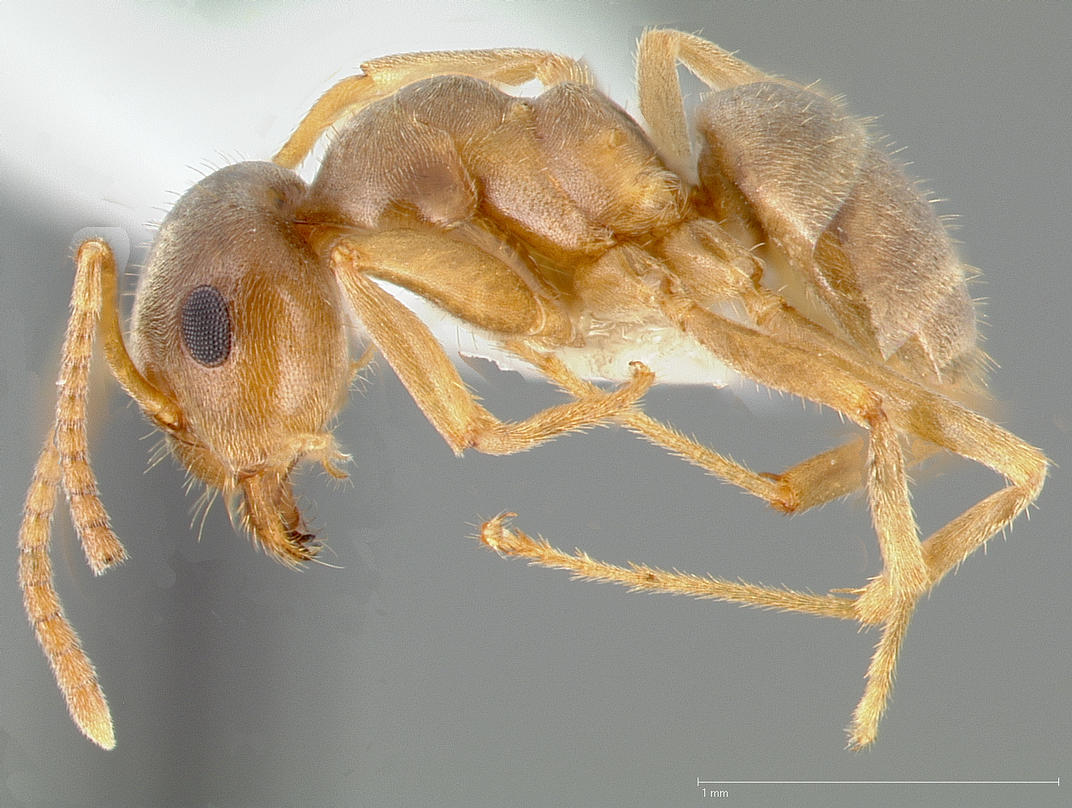
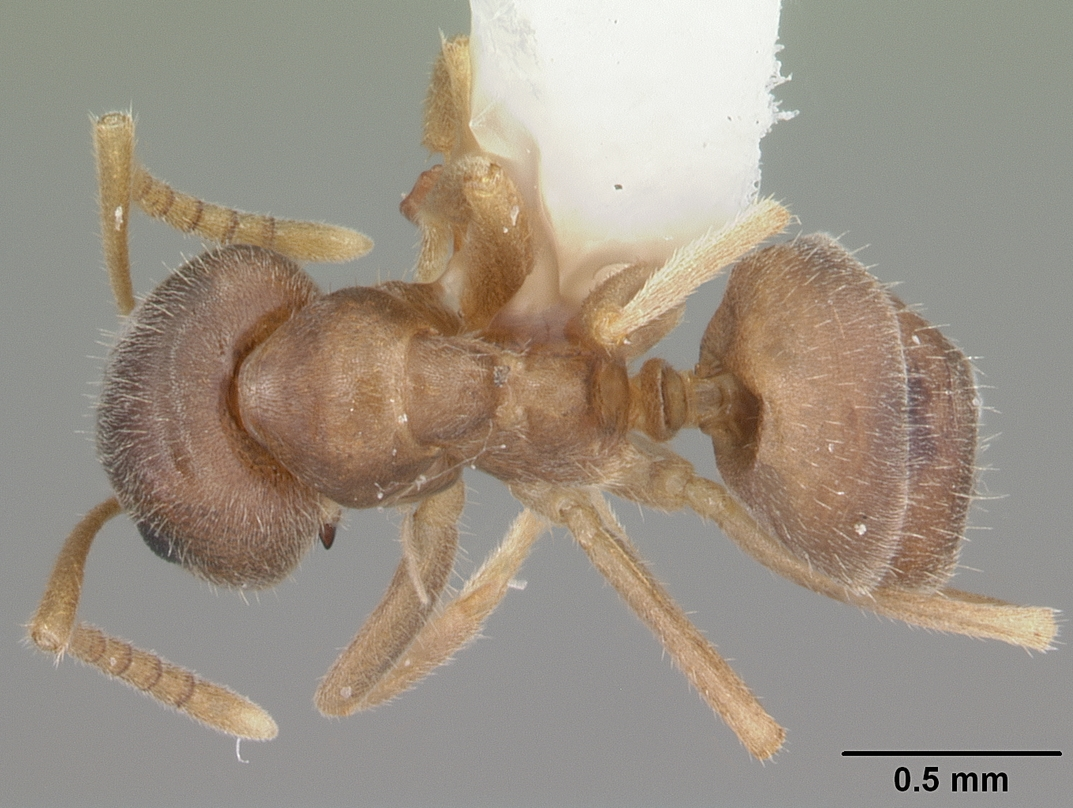
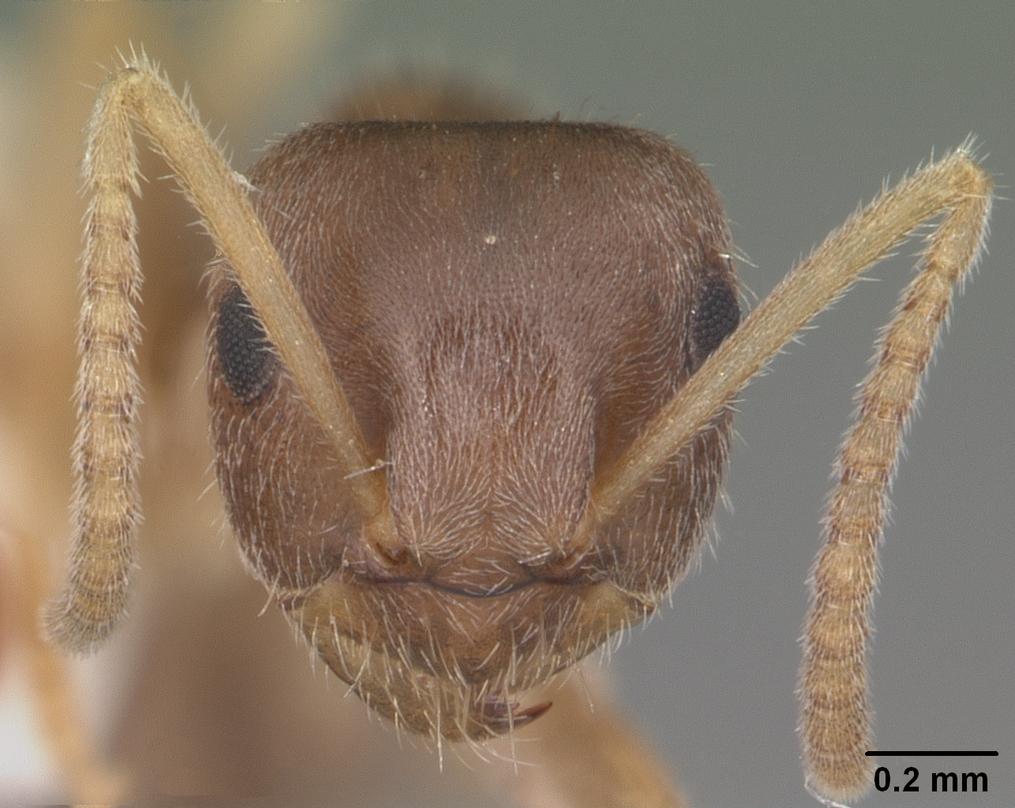

## Класифікація
Вид був вперше описаний в 1893 італійським мірмекологом Карло Емері (Carlo Emery; 1848-1925) під назвою Lasius niger var. neoniger Emery, 1893 за матеріалами зі США. Потім у 1917 році Вільям Вілер вперше розглядав його як підвид Lasius niger, і тільки в 1945 (Gregg E.V. 1945) йому надали статус окремого виду.